# Mastotermes nepropadyom
Mastotermes nepropadyom (лат.) — ископаемый вид термитов рода Mastotermes, который в современной фауне представлен единственным видом из Австралии (семейство Mastotermitidae). Обнаружен в меловых отложениях России: Забайкальский край, Черновские Копи, доронинская свита (нижний мел на границе с верхнеюрским периодом). Возраст находки более 125 млн лет. Один из самых древних видов термитов и древнейший вид среди всех общественных насекомых, таких как пчёлы и муравьи.

## Описание
Мелкие ископаемые термиты, которые были описаны по отпечаткам крыльев имаго. Длина заднего крыла около 10 мм. Жилкование крыльев в целом, характерное для рода Mastotermes с некоторыми особенностями. Субкостальная жилка Sc простая, очень короткая, медиальная жилка M отходит от жилки RS около её основания.
Вид Mastotermes nepropadyom был впервые описан в 2014 году словацким палеоэнтомологами Петром Врсанским (Peter Vrsansky; Geological Institute, Словацкая академия наук, Братислава, Словакия) и российским энтомологом Данилом Аристовым (Лаборатория членистоногих, Палеонтологический институт РАН, Москва) вместе с таксоном Santonitermes transbaikalicus.
Видовое название M. nepropadyom происходит от русских слов «не пропадём». Семейство Mastotermitidae Silvestri, 1909 состоит из единственного рода Mastotermes Froggat, 1897, представленного примерно десятком ископаемых и только одним современным видом из Австралии (термит дарвинов). M. nepropadyom наиболее близок к видам Mastotermes minutus Nel et Borguet, 2006 (ранний эоцен, Франция) и Mastotermes anglicus Rosen, 1913 (эоцен или олигоцен, Великобритания), с таким же мелким размером и редуцированным жилкованием крыльев. В настоящее время Mastotermitidae рассматриваются корневой группой для всех термитов и самыми примитивными из их современных представителей, наиболее близкими к тараканам.